# Dinamita Joe
Dinamita Joe es un Spaghetti Western hispano-italiano estrenado en 1967. Fue dirigido por Antonio Margheriti (con su habitual pseudónimo de Anthony Dawson) y protagonizado por intérpretes no muy conocidos, encabezados por el californiano Rik Van Nutter.
Influido por el fenómeno James Bond y series televisivas como The Wild Wild West, cuenta con numerosas secuencias de acción y explosiones. El realizador Margheriti, experto en efectos especiales de bajo presupuesto, como ya mostró en otros títulos como Agáchate, maldito, crea una secuencia de inundación con sus diseños de miniaturas de construcciones.

## Argumento
El senador Senneth llega a Dallas desde Washington, con la misión de detener los asaltos contra los cargamentos de oro que se dirigen del sur al norte de los Estados Unidos. Basa su plan en un agente especial, Joe Ford, apodado “Dinamita Joe” (Rick Van Nutter). Este no usa jamás revólver, sino que es un experto en el uso de la dinamita. Cuando utiliza una de sus cargas, no queda de sus oponentes ni la más mínima huella. El senador organiza el envío del mayor cargamento de oro nunca visto. De Mines City parte una expedición con sacos de falso oro, en realidad arena, en tanto que el verdadero cargamento parte por otro camino...

## Reparto
- En orden de acuerdo a los títulos de crédito:
- Rik Van Nutter ... Dynamite Joe
- Halina Zalewska ... Betty
- Mercedes Castro ... Chica morena (como Merce Castro)
- Renato Baldini ... Nelson
- Santiago Rivero ... Senador Senneth
- Barta Barri ... Cigno (como Barta Barry)
- Aldo Cecconi
- Alfonso Rojas
- Dario De Grassi
- Ricardo Palacios
- Claudio Scarchilli
- Vicente Roca ... Director del banco
- Barbara Davy
- Mario Pluchino
- Franco Gulà
- Saturno Cerra

- Sin acreditar:
- Juan Olaguivel[1]
- Rufino Inglés

## Títulos
- Joe l'implacabile (Italia, título original)
- Der Tod reitet mit (Alemania Occidental)
- Dinamita Joe (España, título original)
- Dinamita Joe (España, VHS)
- Joe, o dynamitis (Grecia)
- Vier Halleluja für Dynamit-Joe (Alemania Occidental)[2]

## Datos de estreno
- Italia: 15 de febrero de 1967
- España: 13 de mayo de 1968
- Francia: julio de 1969
- Alemania Occidental: 30 de noviembre de 1972[3]